# Friedrich Wilhelm Heun
Friedrich Wilhelm Heun (* 29. Juli 1741 in Schildau; † 31. Januar 1812 in Teuditz) war ein kursächsischer Bergrat.

## Leben und Wirken
Er war der Sohn des Schildauer Stadtschreibers Carl Heinrich Heun und schlug die Beamtenlaufbahn ein. Er besuchte die Schulen in Torgau und vom 21. Juni 1758 bis zum 5. März 1763 die kurfürstlich sächsische Landesschule St. Augustin in Grimma. Anschließend nahm er an der Universität Leipzig ein Studium auf, wo er sich am 29. April 1763 immatrikuliert hatte. Dieses Studium setzte er an der Universität Wittenberg am 30. Mai 1766 fort. In Wittenberg erwarb er am 17. Oktober 1766 den Grad eines Magisters der Philosophie, habilitierte am 2. November 1770 als Magister legens und wurde am 18. Oktober 1771 als Adjunkt an die philosophische Fakultät aufgenommen. Er wurde 1775 Bergrat und Condirektor der sächsischen Salinen Dürrenberg, Kösen und Artern und unterstand als solcher unmittelbar dem Vater von Novalis. Er erwarb Teuditz und wurde dort Erb-, Lehn- u. Gerichtsherr sowie Kirchenpatron. 
Bekannt wurde Friedrich Wilhelm Heun vor allem durch seine Schrift Versuch einer Naturgeschichte des gestirnten Himmels, die 1774 erschien und noch heute nachgedruckt wird.
Er heiratete 1776 Christiane Henriette geb. Schubarth (1755–1792).
Am 10. August 1780 erwarb er als kursächsischer Bergrat in Teuditz vom Leutnant Johann August von Möllendorff dessen im Amt Lützen des Stifts Merseburg gelegenes Rittergut Teuditz. 1807 verkaufte er dieses Rittergut weiter an seinen Sohn George Wilhelm Heun. 1808 machte er jedoch diesen Kauf wieder rückgängig. 1809 erfolgte der erneute Verkauf an den Sohn, diesmal für 80.000 Reichstaler.
Er hinterließ folgende Kinder: Carl George Heun, (späterer Arzt), George Wilhelm Heun, Wilhelmine Emilie Heun und Johann George Heun sowie die beiden bereits verheirateten Töchter Friedericke Charlotte Rousset und Christiane Henriette Helfer.
Der Sohn verkaufte 1815 sein Rittergut Teuditz an seine übrigen zwei Brüder.